# Демаков, Вячеслав Геннадьевич
Вячеслав Геннадьевич Демаков (род. 8 ноября 1968, Челябинск) — советский и российский легкоатлет, специалист по метанию диска. Выступал за сборные СССР и России по лёгкой атлетике в конце 1980-х — начале 1990-х годов, обладатель серебряной медали чемпионата Европы среди юниоров, чемпион СССР, победитель первенств всесоюзного и всероссийского значения. Представлял Челябинскую область и Вооружённые силы. Мастер спорта России международного класса.

## Биография
Вячеслав Демаков родился 8 ноября 1968 года в Челябинске. Занимался лёгкой атлетикой под руководством тренеров Э. И. Гасленко, О. В. Самойленко, выступал за общество «Динамо» до 18 лет и Советскую Армию.
Впервые заявил о себе в сезоне 1987 года, когда вошёл в состав советской сборной и выступил на юниорском европейском первенстве в Бирмингеме, где в зачёте метания диска стал серебряным призёром, уступив лишь своему соотечественнику Сергею Пачину.
В 1989 году стал серебряным призёром на соревнованиях в Донецке, одержал победу на чемпионате СССР в Горьком, выиграл турнир в Челябинске.
В июне 1991 года отметился победой на всесоюзном первенстве в Иркутске.
В апреле 1992 года с личным рекордом 63,92 одержал победу на турнире в Сочи.
В 1993 году выиграл бронзовую медаль на открытом зимнем чемпионате России по длинным метаниям в Краснодаре и серебряную медаль на летнем чемпионате России в Москве.
В 1994 году победил на открытом зимнем чемпионате России по длинным метаниям в Адлере.
В 1995 году взял бронзу на открытом зимнем чемпионате России по длинным метаниям в Адлере.
За выдающиеся спортивные достижения удостоен почётного звания «Мастер спорта России международного класса» (1993).